# الکس کابررا
الکس کابررا (انگلیسی: Alex Cabrera؛ زادهٔ ۲۴ دسامبر ۱۹۷۱) بازیکن بیس‌بال اهل موناگاس است.